# Arab Nations Cup 2012
De Arab Nations Cup 2012  was de tiende editie van de Arab Nations Cup en werd georganiseerd door Saoedi-Arabië van 22 juni 2012 tot en met 6 juli 2012. Het toernooi werd voor de eerste keer gewonnen door Marokko.

## Deelnemende teams
1Libië wilde zijn elftal onder 21 sturen, maar besloot uiteindelijk zijn nationale elftal deel te laten nemen.

## Stadions
| Djedda                                              | · Djedda Taif |
| Prince Abdullah al-Faisalstadion Capaciteit: 20.000 | · Djedda Taif |
| Taif                                                | · Djedda Taif |
| Koning Fahdstadion Capaciteit: 17.000               | · Djedda Taif |

## Groepsfase

### Groep A
| Team          | Wedstr. | W | G | V | DV | DT | DS | Ptn |
| ------------- | ------- | - | - | - | -- | -- | -- | --- |
| Saoedi-Arabië | 2       | 1 | 1 | 0 | 6  | 2  | +4 | 4   |
| Koeweit       | 2       | 1 | 0 | 1 | 2  | 4  | −2 | 3   |
| Palestina     | 2       | 0 | 1 | 1 | 2  | 4  | −2 | 1   |

De  Verenigde Arabische Emiraten trokken zich terug na de loting. Zij waren geloot in Groep A.
|                                       |                                           |       |         |                                                                 |
| 22 juni 2012 «onderlinge duels» 19:45 | Saoedi-Arabië                             | 4 – 0 | Koeweit | Koning Fahdstadion, Taif Scheidsrechter: Gehad Grisha ( Egypte) |
| 22 juni 2012 «onderlinge duels» 19:45 | Al-Sahlawi 22', 90+3' Al-Mehyani 51', 56' |       |         | Koning Fahdstadion, Taif Scheidsrechter: Gehad Grisha ( Egypte) |

|                                       |                             |       |           |                                                                                          |
| 25 juni 2012 «onderlinge duels» 19:45 | Koeweit                     | 2 – 0 | Palestina | Koning Fahdstadion, Taif Scheidsrechter: Hamad Al-Sheikh ( Verenigde Arabische Emiraten) |
| 25 juni 2012 «onderlinge duels» 19:45 | Khamis 27' Al-Rashidi 90+2' |       |           | Koning Fahdstadion, Taif Scheidsrechter: Hamad Al-Sheikh ( Verenigde Arabische Emiraten) |

|                                       |                            |       |                                     |                                                                        |
| 28 juni 2012 «onderlinge duels» 19:45 | Saoedi-Arabië              | 2 – 2 | Palestina                           | Koning Fahdstadion, Taif Scheidsrechter: Khalid Abdel Rahman ( Soedan) |
| 28 juni 2012 «onderlinge duels» 19:45 | Abdullah 9' Al-Zylaeei 85' |       | Abu Saleh 45+1' (pen.) Al Amour 73' | Koning Fahdstadion, Taif Scheidsrechter: Khalid Abdel Rahman ( Soedan) |

### Groep B
| Team    | Wedstr. | W | G | V | DV | DT | DS | Ptn |
| ------- | ------- | - | - | - | -- | -- | -- | --- |
| Marokko | 3       | 2 | 1 | 0 | 8  | 0  | +8 | 7   |
| Libië   | 3       | 2 | 1 | 0 | 5  | 2  | +3 | 7   |
| Jemen   | 3       | 1 | 0 | 2 | 3  | 7  | −7 | 3   |
| Bahrein | 3       | 0 | 0 | 3 | 1  | 8  | −7 | 0   |

|                                       |                                                            |       |         |                                                                                        |
| 23 juni 2012 «onderlinge duels» 18:15 | Marokko                                                    | 4 – 0 | Bahrein | Prince Abdullah al-Faisalstadion, Djedda Scheidsrechter: Abdullah Al-Balooshi ( Qatar) |
| 23 juni 2012 «onderlinge duels» 18:15 | El Bahri 17' Salhi 78' Al-Hayam 83' (e.d.) Benjelloun 90+' |       |         | Prince Abdullah al-Faisalstadion, Djedda Scheidsrechter: Abdullah Al-Balooshi ( Qatar) |

|                                       |                                           |       |             |                                                                                     |
| 23 juni 2012 «onderlinge duels» 21:00 | Libië                                     | 3 – 1 | Jemen       | Prince Abdullah al-Faisalstadion, Djedda Scheidsrechter: Suleiman Jaber ( Jordanië) |
| 23 juni 2012 «onderlinge duels» 21:00 | Saad 17' (pen.) Salama 53' Al-Ghuwail 89' |       | Al-Sasi 69' | Prince Abdullah al-Faisalstadion, Djedda Scheidsrechter: Suleiman Jaber ( Jordanië) |

|                                       |         |                                  |       |                                                                                 |
| 26 juni 2012 «onderlinge duels» 18:15 | Bahrein | 0 – 2                            | Jemen | Prince Abdullah al-Faisalstadion, Djedda Scheidsrechter: Slim Jedidi ( Tunesië) |
| 26 juni 2012 «onderlinge duels» 18:15 |         | Al-Worafi 53' (pen.) Baroies 65' |       | Prince Abdullah al-Faisalstadion, Djedda Scheidsrechter: Slim Jedidi ( Tunesië) |

|                                       |       |       |         |                                                                                      |
| 26 juni 2012 «onderlinge duels» 21:00 | Libië | 0 – 0 | Marokko | Prince Abdullah al-Faisalstadion, Djedda Scheidsrechter: Djamel Haimoudi ( Algerije) |
| 26 juni 2012 «onderlinge duels» 21:00 |       |       |         | Prince Abdullah al-Faisalstadion, Djedda Scheidsrechter: Djamel Haimoudi ( Algerije) |

|                                       |                                  |       |                |                                                                                          |
| 29 juni 2012 «onderlinge duels» 19:45 | Libië                            | 2 – 1 | Bahrein        | Koning Fahdstadion, Taif Scheidsrechter: Hamad Al-Sheikh ( Verenigde Arabische Emiraten) |
| 29 juni 2012 «onderlinge duels» 19:45 | Saad 71' (pen.) Al-Ghannoudi 74' |       | Al-Khataal 38' | Koning Fahdstadion, Taif Scheidsrechter: Hamad Al-Sheikh ( Verenigde Arabische Emiraten) |

|                                       |       |                                        |         |                                                                                               |
| 29 juni 2012 «onderlinge duels» 19:45 | Jemen | 0 – 4                                  | Marokko | Prince Abdullah al-Faisalstadion, Djedda Scheidsrechter: Abdulrahman Al-Amri ( Saoedi-Arabië) |
| 29 juni 2012 «onderlinge duels» 19:45 |       | Salhi 10' (pen.), 48', 58', 63' (pen.) |         | Prince Abdullah al-Faisalstadion, Djedda Scheidsrechter: Abdulrahman Al-Amri ( Saoedi-Arabië) |

### Groep C
| Team    | Wedstr. | W | G | V | DV | DT | DS | Ptn |
| ------- | ------- | - | - | - | -- | -- | -- | --- |
| Irak    | 3       | 2 | 1 | 0 | 4  | 2  | +2 | 7   |
| Soedan  | 3       | 1 | 2 | 0 | 4  | 2  | +2 | 5   |
| Egypte  | 3       | 0 | 2 | 1 | 3  | 4  | −1 | 2   |
| Libanon | 3       | 0 | 1 | 2 | 1  | 4  | −3 | 1   |

|                                       |           |       |         |                                                                                    |
| 24 juni 2012 «onderlinge duels» 18:15 | Irak      | 1 – 0 | Libanon | Prince Abdullah al-Faisalstadion, Djedda Scheidsrechter: Rédouane Jiyed ( Marokko) |
| 24 juni 2012 «onderlinge duels» 18:15 | Karim 89' |       |         | Prince Abdullah al-Faisalstadion, Djedda Scheidsrechter: Rédouane Jiyed ( Marokko) |

|                                       |           |       |             |                                                                                               |
| 24 juni 2012 «onderlinge duels» 21:00 | Egypte    | 1 – 1 | Soedan      | Prince Abdullah al-Faisalstadion, Djedda Scheidsrechter: Abdulrahman Al-Amri ( Saoedi-Arabië) |
| 24 juni 2012 «onderlinge duels» 21:00 | Magdi 38' |       | El-Amin 80' | Prince Abdullah al-Faisalstadion, Djedda Scheidsrechter: Abdulrahman Al-Amri ( Saoedi-Arabië) |

|                                       |         |                      |        |                                                                                     |
| 27 juni 2012 «onderlinge duels» 18:15 | Libanon | 0 – 2                | Soedan | Prince Abdullah al-Faisalstadion, Djedda Scheidsrechter: Suleiman Jaber ( Jordanië) |
| 27 juni 2012 «onderlinge duels» 18:15 |         | Ankba 55' Bashir 83' |        | Prince Abdullah al-Faisalstadion, Djedda Scheidsrechter: Suleiman Jaber ( Jordanië) |

|                                       |                           |       |           |                                                                                        |
| 27 juni 2012 «onderlinge duels» 21:00 | Irak                      | 2 – 1 | Egypte    | Prince Abdullah al-Faisalstadion, Djedda Scheidsrechter: Abdullah Al-Balooshi ( Qatar) |
| 27 juni 2012 «onderlinge duels» 21:00 | Karim 49' Abdul-Zahra 75' |       | Gomaa 45' | Prince Abdullah al-Faisalstadion, Djedda Scheidsrechter: Abdullah Al-Balooshi ( Qatar) |

|                                       |                      |       |              |                                                                    |
| 30 juni 2012 «onderlinge duels» 19:45 | Egypte               | 1 – 1 | Libanon      | Koning Fahdstadion, Taif Scheidsrechter: Rédouane Jiyed ( Marokko) |
| 30 juni 2012 «onderlinge duels» 19:45 | Hamoudi 45+1' (pen.) |       | Moghrabi 80' | Koning Fahdstadion, Taif Scheidsrechter: Rédouane Jiyed ( Marokko) |

|                                       |                      |       |              |                                                                                 |
| 30 juni 2012 «onderlinge duels» 19:45 | Soedan               | 1 – 1 | Irak         | Prince Abdullah al-Faisalstadion, Djedda Scheidsrechter: Slim Jedidi ( Tunesië) |
| 30 juni 2012 «onderlinge duels» 19:45 | Hamoudi 45+1' (pen.) |       | Moghrabi 80' | Prince Abdullah al-Faisalstadion, Djedda Scheidsrechter: Slim Jedidi ( Tunesië) |

Opmerkingen
Irak overwoog zich terugtrekken van het toernooi omdat er een Egyptische scheidsrechter was aangesteld voor de wedstrijd tegen Libanon. Later werd er een Marokkaanse scheidsrechter aangesteld.

### Ranking nummers 2
| Team    | Wedstr. | W | G | V | DV | DT | DS | Ptn |
| ------- | ------- | - | - | - | -- | -- | -- | --- |
| Libië   | 2       | 1 | 1 | 0 | 3  | 1  | +2 | 4   |
| Koeweit | 2       | 1 | 0 | 1 | 2  | 4  | −2 | 3   |
| Soedan  | 2       | 0 | 2 | 0 | 2  | 2  | 0  | 2   |

## Knock-outfase
|  | halve finale    | halve finale    |       |                 | finale          | finale |
|  |                 |                 |       |                 |                 |        |
|  | 3 juli – Jeddah |                 |       |                 |                 |        |
|  | Saoedi-Arabië   | 0               |       |                 |                 |        |
|  | Libië           | 2               |       |                 |                 |        |
|  |                 |                 |       |                 |                 |        |
|  |                 |                 |       |                 | 6 juli – Jeddah |        |
|  |                 |                 |       |                 | Libië           | 1 (1)  |
|  |                 | Marokko         | 1 (3) |                 |                 |        |
|  |                 |                 |       |                 |                 |        |
|  |                 |                 |       |                 | derde plaats    |        |
|  | 3 juli – Jeddah | 3 juli – Jeddah |       | 5 juli – Jeddah | 5 juli – Jeddah |        |
|  | Marokko         | 2               |       | Saoedi-Arabië   | 0               |        |
|  | Irak            | 1               |       |                 | Irak            | 1      |

### Halve finale
|                                      |               |                                                   |       |                                                                                 |
| 3 juli 2012 «onderlinge duels» 18:15 | Saoedi-Arabië | 0 – 2                                             | Libië | Prince Abdullah al-Faisalstadion, Jeddah Scheidsrechter: Gehad Grisha ( Egypte) |
| 3 juli 2012 «onderlinge duels» 18:15 |               | Waled Al-Sebaee 75' Ahmed Saad Osman 90+6' (pen.) |       | Prince Abdullah al-Faisalstadion, Jeddah Scheidsrechter: Gehad Grisha ( Egypte) |

|                                      |                                         |       |                            |                                                                                      |
| 3 juli 2012 «onderlinge duels» 21:30 | Marokko                                 | 2 – 1 | Irak                       | Prince Abdullah al-Faisalstadion, Jeddah Scheidsrechter: Djamel Haimoudi ( Algerije) |
| 3 juli 2012 «onderlinge duels» 21:30 | Oussama El Gharib 23' Yassine Salhi 28' |       | 90+6' (pen.) Mustafa Karim | Prince Abdullah al-Faisalstadion, Jeddah Scheidsrechter: Djamel Haimoudi ( Algerije) |

### Troostfinale
|                                      |               |                 |      |                                                                                       |
| 5 juli 2012 «onderlinge duels» 21:00 | Saoedi-Arabië | 0 – 1           | Irak | Prince Abdullah al-Faisalstadion, Jeddah Scheidsrechter: Khalid Abdurrahman ( Soedan) |
| 5 juli 2012 «onderlinge duels» 21:00 |               | 16' Abdul-Zahra |      | Prince Abdullah al-Faisalstadion, Jeddah Scheidsrechter: Khalid Abdurrahman ( Soedan) |

### Finale
|                                      |                     |       |                    |                                                                                 |
| 6 juli 2012 «onderlinge duels» 21:00 | Libië               | 1 – 1 | Marokko            | Prince Abdullah al-Faisalstadion, Jeddah Scheidsrechter: Slim Jedidi ( Tunesië) |
| 6 juli 2012 «onderlinge duels» 21:00 | Faisal Al Badri 89' |       | 5' Brahim El Bahri | Prince Abdullah al-Faisalstadion, Jeddah Scheidsrechter: Slim Jedidi ( Tunesië) |
| 6 juli 2012 «onderlinge duels» 21:00 | Strafschoppen       |       |                    | Prince Abdullah al-Faisalstadion, Jeddah Scheidsrechter: Slim Jedidi ( Tunesië) |
| 6 juli 2012 «onderlinge duels» 21:00 | 1 – 3               |       |                    | Prince Abdullah al-Faisalstadion, Jeddah Scheidsrechter: Slim Jedidi ( Tunesië) |

| 2012 Arab Nations Cup |
| --------------------- |
| MAROKKO Eerste titel  |